# Station Terrassa Est
Terrassa Est is een treinstation in het oosten van Terrassa, in de wijk La Grípia.
Het treinstation werd op 3 mei 2008 in gebruik genomen na jaren van strijd van buurtbewoners. In 2016 werden er 787.000 passagiers geregistreerd.

## Lijnen
| Eindbestemming                                | Vorig station | Lijn | Volgend station | Eindbestemming   |
| --------------------------------------------- | ------------- | ---- | --------------- | ---------------- |
| Sant Vicenç de Calders Vilafranca del Penedès | Sabadell Nord |      | Terrassa        | Terrassa Manresa |
| L'Hospitalet de Llobregat                     | Sabadell Nord |      | Terrassa        | Lleida Pirineus  |